# Microsoft Office 2016
Microsoft Office 2016 (под шифром Office 16) је верзија Microsoft Office пакета за Windows и macOS платформе. Објављен је за macOS 9. јула 2015. и за Windows 22. септембра 2015. Основна подршка је завршена 13. октобра 2020., а проширена подршка за већину издања Office 2016 ће се завршити 14. октобра 2025.

## Нове карактеристике

### Windows
Нове функције у Windows верзији укључују могућност креирања, отварања, уређивања, чувања и дељења датотека у облаку директно са радне површине, нови алат за претрагу команди доступних у Word, PowerPoint, Excel, Outlook, Access, Visio and Project  под називом „Кажи ми“, више опција „Пошаљи као“ у Word-у и PowerPoint-у и коауторство у реалном времену са корисницима повезаним на Office Online. Остале мање функције укључују увиде, функцију коју покреће Bing за пружање контекстуалних информација са веба, бочну траку дизајнера у PowerPoint-у за оптимизацију распореда слајдова, више нових типова графикона и шаблона у Excel-у (као што су мапа дрвета, прстенасти графикон, водопад графикон, дијаграм оквира и хистограм, и финансијске и календарске шаблоне), нове анимације у PowerPoint-у (као што је транзиција Morph), могућност уметања видео записа на мрежи у OneNote, побољшану подршку за прилоге за е-пошту у Outlook (подржава и локално ускладиштене датотеке и датотеке на OneDrive или SharePoint), функцију Групе за Outlook и функцију спречавања губитка података у Word-у, Excel-у и PowerPoint-у.

### Mac
Нове функције у издању за Mac укључују ажурирани кориснички интерфејс који користи траке, пуну подршку за Retina Display и нове функције дељења за Office документе.
Outlook 2016 за Mac има веома ограничену подршку за синхронизацију услуга сарадње ван основне е-поште.
Са верзијом 15.25, Office за Mac је подразумевано прешао са 32-битне на 64-битну. Корисници којима је потребна 32-битна верзија из разлога компатибилности моћи ће да преузму верзију 15.25 као ручно, једнократно ажурирање.
Подршка је престала за ову верзију 13. октобра 2020. и нема проширену подршку као што је код Windows-а.

## Уклоњене функције
У Office 2016 за Windows, уклоњене су бројне функције:
- Clip Art понуђен са Office.com је уклоњен. Уместо тога, слике се могу преузети са Bing Images.
- PowerPoint више не може да се отвори HTML датотеке.
- Word више не може да објављује постове на Blogger-у.

## Издања

### Традиционална издања
Као и код претходних верзија, Office 2016 је доступан у неколико различитих издања намењених различитим тржиштима. Сва традиционална издања Microsoft Office 2016 садрже Word, Excel, PowerPoint и OneNote и лиценцирана су за употребу на једном рачунару.
- Home & Student: Овај малопродајни пакет укључује само основне апликације - Word, Excel, PowerPoint, OneNote.[13]
- Home & Business: Овај малопродајни пакет укључује основне апликације и Outlook.
- Standard: This suite, only available through volume licensing channels, includes the core applications, as well as Outlook and Publisher.
- Professional: This retail suite includes the core applications, as well as Outlook, Publisher, and Access.
- Professional Plus: This suite available through Retail and Volume Licensing channel, includes the core applications, as well as Outlook, Publisher, Access, and Skype for Business.

| Програм(и)         | Home & Student | Home & Business | Standard | Professional | Professional Plus |
| ------------------ | -------------- | --------------- | -------- | ------------ | ----------------- |
| Основне апликације | Да             | Да              | Да       | Да           | Да                |
| Outlook            | Не             | Да              | Да       | Да           | Да                |
| Publisher          | Не             | Не              | Да       | Да           | Да                |
| Access             | Не             | Не              | Не       | Да           | Да                |
| Skype for Business | Не             | Не              | Не       | Не           | Да                |

## Критика
Извештај који је покренула Влада Холандије показао је 13. новембра 2018. да Microsoft Office 2016 и Office 365 нису у складу са ГДПР-ом, европским статутом о приватности.
OneNote 2016 и Publisher 2016 не укључују функцију претраге Кажи ми која је додата свим осталим Office апликацијама. Као одговор на повратне информације, Microsoft је касније додао одељак Кажи ми у верзију OneNote-а за Universal Windows Platform (UWP).